# (36938) 2000 SA234
2000 SA234 (asteroide 36938) é um asteroide da cintura principal. Possui uma excentricidade de 0.08142820 e uma inclinação de 7.96817º.
Este asteroide foi descoberto no dia 21 de setembro de 2000 por LINEAR em Socorro.